# Campeonato Nacional 1983 (Argentina)
El llamado Torneo Nacional 1983 de la Primera División argentina de fútbol fue el septuagésimo primero de la era profesional y se disputó en el primer semestre del año, desde el 12 de marzo al 10 de junio. 
La estructura del torneo se volvió a modificar, estableciéndose dos fases de grupos previas a la fase eliminatoria. Para la primera de ellas los 32 participantes, 19 del torneo regular y 13 equipos del interior (7 de las plazas fijas y 6 del Torneo Regional), se agruparon en 8 zonas de 4 equipos cada una. Para la segunda, clasificaron 24 equipos, que se dividieron en 8 zonas de 3 equipos. Los 2 primeros de cada uno de estos grupos pasaron a la fase eliminatoria.
Fue campeón el Club Estudiantes de La Plata al superar en el resultado global de los partidos finales a Independiente, por lo que participó de la Copa Libertadores 1984, a la cual Independiente también clasificó por ser campeón posteriormente del torneo Metropolitano 1983.

## Equipos participantes

### Del torneo regular
Los 19 equipos que tomarían parte del próximo Torneo Metropolitano 1983.
| Equipo             | Ciudad        | Estadio                         |
| ------------------ | ------------- | ------------------------------- |
| Argentinos Juniors | Buenos Aires  | Arquitecto Ricardo Etcheverri   |
| Boca Juniors       | Buenos Aires  | La Bombonera                    |
| Estudiantes        | La Plata      | Jorge Luis Hirschi              |
| Ferro Carril Oeste | Buenos Aires  | Arquitecto Ricardo Etcheverri   |
| Huracán            | Buenos Aires  | Tomás Adolfo Ducó               |
| Independiente      | Avellaneda    | La Doble Visera                 |
| Instituto          | Córdoba       | Juan Domingo Perón              |
| Newell's Old Boys  | Rosario       | El Coloso del Parque            |
| Nueva Chicago      | Buenos Aires  | Tomás Adolfo Ducó Nueva Chicago |
| Platense           | Vicente López | Ciudad de Vicente López         |
| Racing             | Córdoba       | Córdoba                         |
| Racing Club        | Avellaneda    | La Doble Visera                 |
| River Plate        | Buenos Aires  | Monumental                      |
| Rosario Central    | Rosario       | El Gigante de Arroyito          |
| San Lorenzo        | Buenos Aires  | José Amalfitani                 |
| Talleres           | Córdoba       | Córdoba                         |
| Temperley          | Temperley     | Florencio Sola                  |
| Unión              | Santa Fe      | La Avenida                      |
| Vélez Sarsfield    | Buenos Aires  | José Amalfitani                 |

### De las plazas fijas
Los 7 equipos del interior clasificados por sus ligas.
| Equipo             | Ciudad                | Estadio                            |
| ------------------ | --------------------- | ---------------------------------- |
| Altos Hornos Zapla | Palpalá               | Centro Siderúrgico                 |
| Estudiantes        | Río Cuarto            | Ciudad de Río Cuarto               |
| Gimnasia y Esgrima | Mendoza               | Malvinas Argentinas                |
| Juventud Antoniana | Salta                 | El Santuario                       |
| Kimberley          | Mar del Plata         | Mundialista de Mar del Plata       |
| San Martín         | San Miguel de Tucumán | La Ciudadela Central Córdoba (SdE) |
| Unión San Vicente  | Córdoba               | Juan Domingo Perón                 |

### Del Torneo Regional
Los 6 equipos clasificados en el torneo respectivo.
| Equipo              | Ciudad             | Estadio                  |
| ------------------- | ------------------ | ------------------------ |
| Andino              | La Rioja           | Estadio de Vargas        |
| Atlético Concepción | Banda del Río Salí | Ingeniero José María Paz |
| Atlético Santa Rosa | Santa Rosa         | Mateo Calderón           |
| Chaco For Ever      | Resistencia        | Juan Alberto García      |
| Loma Negra          | Olavarría          | Racing (Olavarría)       |
| Renato Cesarini     | Rosario            | El Coloso del Parque     |

## Sistema de disputa
Primera fase: ocho zonas, sin interzonal, en dos ruedas todos contra todos, por acumulación de puntos.
Segunda fase: ocho zonas, con un interzonal (A con B, C con D, E con F, G con H), en dos ruedas todos contra todos, por acumulación de puntos.
Tercera fase: los dos primeros de cada zona en una ronda por eliminación directa, en partidos de ida y vuelta.

## Primera fase de grupos
Los tres primeros de cada grupo avanzaron a la fase siguiente, el otro quedó eliminado.

### Zona A
| Pos. | Equipo             | Pts. | PJ | PG | PE | PP | GF | GC | Dif. |
| ---- | ------------------ | ---- | -- | -- | -- | -- | -- | -- | ---- |
| 1.º  | Vélez Sarsfield    | 11   | 6  | 5  | 1  | 0  | 12 | 3  | 9    |
| 2.º  | Newell's Old Boys  | 7    | 6  | 2  | 3  | 1  | 12 | 6  | 6    |
| 3.º  | Altos Hornos Zapla | 4    | 6  | 1  | 2  | 3  | 5  | 8  | −3   |
| 4.º  | Kimberley          | 2    | 6  | 1  | 0  | 5  | 5  | 17 | −12  |

### Zona B
| Pos. | Equipo             | Pts. | PJ | PG | PE | PP | GF | GC | Dif. |
| ---- | ------------------ | ---- | -- | -- | -- | -- | -- | -- | ---- |
| 1.º  | Independiente      | 9    | 6  | 3  | 3  | 0  | 11 | 3  | 8    |
| 2.º  | Argentinos Juniors | 9    | 6  | 3  | 3  | 0  | 11 | 6  | 5    |
| 3.º  | San Martín (T)     | 3    | 6  | 1  | 1  | 4  | 6  | 12 | −6   |
| 4.º  | Chaco For Ever     | 3    | 6  | 1  | 1  | 4  | 5  | 12 | −7   |

### Zona C
| Pos. | Equipo              | Pts. | PJ | PG | PE | PP | GF | GC | Dif. |
| ---- | ------------------- | ---- | -- | -- | -- | -- | -- | -- | ---- |
| 1.º  | San Lorenzo         | 11   | 6  | 5  | 1  | 0  | 14 | 6  | 8    |
| 2.º  | Rosario Central     | 7    | 6  | 3  | 1  | 2  | 15 | 5  | 10   |
| 3.º  | Juventud Antoniana  | 6    | 6  | 2  | 2  | 2  | 13 | 11 | 2    |
| 4.º  | Atlético Santa Rosa | 0    | 6  | 0  | 0  | 6  | 4  | 24 | −20  |

### Zona D
| Pos. | Equipo              | Pts. | PJ | PG | PE | PP | GF | GC | Dif. |
| ---- | ------------------- | ---- | -- | -- | -- | -- | -- | -- | ---- |
| 1.º  | Huracán             | 9    | 6  | 4  | 1  | 1  | 9  | 4  | 5    |
| 2.º  | Racing Club         | 6    | 6  | 2  | 2  | 2  | 5  | 4  | 1    |
| 3.º  | Renato Cesarini     | 5    | 6  | 2  | 1  | 3  | 9  | 11 | −2   |
| 4.º  | Atlético Concepción | 4    | 6  | 1  | 2  | 3  | 6  | 10 | −4   |

### Zona E
| Pos. | Equipo                 | Pts. | PJ | PG | PE | PP | GF | GC | Dif. |
| ---- | ---------------------- | ---- | -- | -- | -- | -- | -- | -- | ---- |
| 1.º  | Boca Juniors           | 8    | 6  | 3  | 2  | 1  | 9  | 5  | 4    |
| 2.º  | Platense               | 7    | 6  | 3  | 1  | 2  | 9  | 8  | 1    |
| 3.º  | Instituto              | 5    | 6  | 2  | 1  | 3  | 6  | 8  | −2   |
| 4.º  | Gimnasia y Esgrima (M) | 4    | 6  | 1  | 2  | 3  | 6  | 9  | −3   |

### Zona F
| Pos. | Equipo             | Pts. | PJ | PG | PE | PP | GF | GC | Dif. |
| ---- | ------------------ | ---- | -- | -- | -- | -- | -- | -- | ---- |
| 1.º  | Talleres (C)       | 9    | 6  | 3  | 3  | 0  | 7  | 1  | 6    |
| 2.º  | Ferro Carril Oeste | 8    | 6  | 2  | 4  | 0  | 4  | 2  | 2    |
| 3.º  | Temperley          | 6    | 6  | 2  | 2  | 2  | 3  | 3  | 0    |
| 4.º  | Estudiantes (RC)   | 1    | 6  | 0  | 1  | 5  | 4  | 12 | −8   |

### Zona G
| Pos. | Equipo        | Pts. | PJ | PG | PE | PP | GF | GC | Dif. |
| ---- | ------------- | ---- | -- | -- | -- | -- | -- | -- | ---- |
| 1.º  | Loma Negra    | 8    | 6  | 3  | 2  | 1  | 7  | 2  | 5    |
| 2.º  | Nueva Chicago | 8    | 6  | 3  | 2  | 1  | 8  | 4  | 4    |
| 3.º  | River Plate   | 6    | 6  | 2  | 2  | 2  | 6  | 5  | 1    |
| 4.º  | Andino        | 2    | 6  | 1  | 0  | 5  | 3  | 13 | −10  |

### Zona H
| Pos. | Equipo            | Pts. | PJ | PG | PE | PP | GF | GC | Dif. |
| ---- | ----------------- | ---- | -- | -- | -- | -- | -- | -- | ---- |
| 1.º  | Racing (C)        | 8    | 6  | 3  | 2  | 1  | 14 | 6  | 8    |
| 2.º  | Estudiantes (LP)  | 8    | 6  | 3  | 2  | 1  | 14 | 8  | 6    |
| 3.º  | Unión             | 7    | 6  | 2  | 3  | 1  | 5  | 5  | 0    |
| 4.º  | Unión San Vicente | 1    | 6  | 0  | 1  | 5  | 3  | 17 | −14  |

## Segunda fase de grupos
Los dos primeros de cada grupo avanzaron a la fase siguiente, el restante quedó eliminado.

### Zona A
| Pos. | Equipo           | Pts. | PJ | PG | PE | PP | GF | GC | Dif. |
| ---- | ---------------- | ---- | -- | -- | -- | -- | -- | -- | ---- |
| 1.º  | Estudiantes (LP) | 8    | 6  | 4  | 0  | 2  | 7  | 3  | 4    |
| 2.º  | Vélez Sarsfield  | 7    | 6  | 3  | 1  | 2  | 5  | 6  | −1   |
| 3.º  | Instituto        | 3    | 6  | 1  | 1  | 4  | 8  | 11 | −3   |

### Zona B
| Pos. | Equipo        | Pts. | PJ | PG | PE | PP | GF | GC | Dif. |
| ---- | ------------- | ---- | -- | -- | -- | -- | -- | -- | ---- |
| 1.º  | Independiente | 8    | 6  | 3  | 2  | 1  | 12 | 6  | 6    |
| 2.º  | Temperley     | 8    | 6  | 2  | 4  | 0  | 8  | 5  | 3    |
| 3.º  | Nueva Chicago | 2    | 6  | 0  | 2  | 4  | 3  | 12 | −9   |

### Zona C
| Pos. | Equipo             | Pts. | PJ | PG | PE | PP | GF | GC | Dif. |
| ---- | ------------------ | ---- | -- | -- | -- | -- | -- | -- | ---- |
| 1.º  | River Plate        | 8    | 6  | 3  | 2  | 1  | 5  | 2  | 3    |
| 2.º  | Ferro Carril Oeste | 6    | 6  | 2  | 2  | 2  | 7  | 6  | 1    |
| 3.º  | San Lorenzo        | 6    | 6  | 0  | 6  | 0  | 2  | 2  | 0    |

### Zona D
| Pos. | Equipo   | Pts. | PJ | PG | PE | PP | GF | GC | Dif. |
| ---- | -------- | ---- | -- | -- | -- | -- | -- | -- | ---- |
| 1.º  | Platense | 6    | 6  | 3  | 0  | 3  | 8  | 13 | −5   |
| 2.º  | Unión    | 5    | 6  | 1  | 3  | 2  | 7  | 4  | 3    |
| 3.º  | Huracán  | 5    | 6  | 2  | 1  | 3  | 6  | 8  | −2   |

### Zona E
| Pos. | Equipo             | Pts. | PJ | PG | PE | PP | GF | GC | Dif. |
| ---- | ------------------ | ---- | -- | -- | -- | -- | -- | -- | ---- |
| 1.º  | Boca Juniors       | 8    | 6  | 4  | 0  | 2  | 11 | 4  | 7    |
| 2.º  | Racing Club        | 8    | 6  | 4  | 0  | 2  | 6  | 4  | 2    |
| 3.º  | Altos Hornos Zapla | 4    | 6  | 1  | 2  | 3  | 3  | 8  | −5   |

### Zona F
| Pos. | Equipo          | Pts. | PJ | PG | PE | PP | GF | GC | Dif. |
| ---- | --------------- | ---- | -- | -- | -- | -- | -- | -- | ---- |
| 1.º  | Rosario Central | 9    | 6  | 4  | 1  | 1  | 9  | 4  | 5    |
| 2.º  | Talleres (C)    | 4    | 6  | 0  | 4  | 2  | 4  | 8  | −4   |
| 3.º  | San Martín (T)  | 3    | 6  | 1  | 1  | 4  | 5  | 10 | −5   |

### Zona G
| Pos. | Equipo             | Pts. | PJ | PG | PE | PP | GF | GC | Dif. |
| ---- | ------------------ | ---- | -- | -- | -- | -- | -- | -- | ---- |
| 1.º  | Loma Negra         | 10   | 6  | 4  | 2  | 0  | 16 | 3  | 13   |
| 2.º  | Argentinos Juniors | 7    | 6  | 2  | 3  | 1  | 11 | 9  | 2    |
| 3.º  | Juventud Antoniana | 0    | 6  | 0  | 0  | 6  | 4  | 16 | −12  |

### Zona H
| Pos. | Equipo            | Pts. | PJ | PG | PE | PP | GF | GC | Dif. |
| ---- | ----------------- | ---- | -- | -- | -- | -- | -- | -- | ---- |
| 1.º  | Racing (C)        | 10   | 6  | 5  | 0  | 1  | 13 | 10 | 3    |
| 2.º  | Newell's Old Boys | 9    | 6  | 4  | 1  | 1  | 14 | 10 | 4    |
| 3.º  | Renato Cesarini   | 0    | 6  | 0  | 0  | 6  | 4  | 14 | −10  |

## Fase eliminatoria

### Cuadro de desarrollo
|  | Octavos de final          | Octavos de final        | Octavos de final |                    |   | Cuartos de final | Cuartos de final | Cuartos de final |  |  | Semifinales             | Semifinales             | Semifinales             |  |  | Final           | Final           | Final           |
|  | 15 al 19 de mayo          | 15 al 19 de mayo        | 15 al 19 de mayo |                    |   | 21 al 25 de mayo | 21 al 25 de mayo | 21 al 25 de mayo |  |  | 29 de mayo y 1 de junio | 29 de mayo y 1 de junio | 29 de mayo y 1 de junio |  |  | 4 y 10 de junio | 4 y 10 de junio | 4 y 10 de junio |
|  |                           |                         |                  |                    |   |                  |                  |                  |  |  |                         |                         |                         |  |  |                 |                 |                 |
|  |                           |                         |                  |                    |   |                  |                  |                  |  |  |                         |                         |                         |  |  |                 |                 |                 |
|  |                           |                         |                  |                    |   |                  |                  |                  |  |  |                         |                         |                         |  |  |                 |                 |                 |
|  | Independiente (p)         | 0                       | 1 (6)            |                    |   |                  |                  |                  |  |  |                         |                         |                         |  |  |                 |                 |                 |
|  | Independiente (p)         | 0                       | 1 (6)            |                    |   |                  |                  |                  |  |  |                         |                         |                         |  |  |                 |                 |                 |
|  | Unión                     | 1                       | 0 (5)            |                    |   |                  |                  |                  |  |  |                         |                         |                         |  |  |                 |                 |                 |
|  | Unión                     | 1                       | 0 (5)            | Independiente (p)  | 1 | 1 (4)            |                  |                  |  |  |                         |                         |                         |  |  |                 |                 |                 |
|  |                           |                         |                  |                    | 1 | 1 (4)            |                  |                  |  |  |                         |                         |                         |  |  |                 |                 |                 |
|  |                           | Racing (C)              | 1                | 1 (2)              |   |                  |                  |                  |  |  |                         |                         |                         |  |  |                 |                 |                 |
|  | Racing (C) (p)            | Racing (C)              | 1                | 1 (2)              | 2 | 0 (5)            |                  |                  |  |  |                         |                         |                         |  |  |                 |                 |                 |
|  | Racing (C) (p)            |                         |                  |                    | 2 | 0 (5)            |                  |                  |  |  |                         |                         |                         |  |  |                 |                 |                 |
|  | Talleres (C)              | 2                       | 0 (3)            |                    |   |                  |                  |                  |  |  |                         |                         |                         |  |  |                 |                 |                 |
|  | Talleres (C)              | 2                       | 0 (3)            | Independiente      | 1 | 2                |                  |                  |  |  |                         |                         |                         |  |  |                 |                 |                 |
|  |                           |                         |                  |                    | 1 | 2                |                  |                  |  |  |                         |                         |                         |  |  |                 |                 |                 |
|  |                           | Argentinos Juniors      | 2                | 0                  |   |                  |                  |                  |  |  |                         |                         |                         |  |  |                 |                 |                 |
|  | Argentinos Juniors (t.s.) | Argentinos Juniors      | 2                | 0                  | 1 | 3                |                  |                  |  |  |                         |                         |                         |  |  |                 |                 |                 |
|  | Argentinos Juniors (t.s.) |                         |                  |                    | 1 | 3                |                  |                  |  |  |                         |                         |                         |  |  |                 |                 |                 |
|  | Boca Juniors              | 1                       | 2                |                    |   |                  |                  |                  |  |  |                         |                         |                         |  |  |                 |                 |                 |
|  | Boca Juniors              | 1                       | 2                | Argentinos Juniors | 0 | 1                |                  |                  |  |  |                         |                         |                         |  |  |                 |                 |                 |
|  |                           |                         |                  |                    | 0 | 1                |                  |                  |  |  |                         |                         |                         |  |  |                 |                 |                 |
|  |                           | River Plate             | 0                | 0                  |   |                  |                  |                  |  |  |                         |                         |                         |  |  |                 |                 |                 |
|  | Vélez Sarsfield           | River Plate             | 0                | 0                  | 0 | 0                |                  |                  |  |  |                         |                         |                         |  |  |                 |                 |                 |
|  | Vélez Sarsfield           |                         |                  |                    | 0 | 0                |                  |                  |  |  |                         |                         |                         |  |  |                 |                 |                 |
|  | River Plate               | 1                       | 0                |                    |   |                  |                  |                  |  |  |                         |                         |                         |  |  |                 |                 |                 |
|  | River Plate               | 1                       | 0                | Independiente      | 0 | 2                |                  |                  |  |  |                         |                         |                         |  |  |                 |                 |                 |
|  |                           |                         |                  |                    | 0 | 2                |                  |                  |  |  |                         |                         |                         |  |  |                 |                 |                 |
|  |                           | Estudiantes (LP)        | 2                | 1                  |   |                  |                  |                  |  |  |                         |                         |                         |  |  |                 |                 |                 |
|  | Platense                  | Estudiantes (LP)        | 2                | 1                  | 1 | 0                |                  |                  |  |  |                         |                         |                         |  |  |                 |                 |                 |
|  | Platense                  |                         |                  |                    | 1 | 0                |                  |                  |  |  |                         |                         |                         |  |  |                 |                 |                 |
|  | Temperley                 | 2                       | 0                |                    |   |                  |                  |                  |  |  |                         |                         |                         |  |  |                 |                 |                 |
|  | Temperley                 | 2                       | 0                | Temperley          | 1 | 1                |                  |                  |  |  |                         |                         |                         |  |  |                 |                 |                 |
|  |                           |                         |                  |                    | 1 | 1                |                  |                  |  |  |                         |                         |                         |  |  |                 |                 |                 |
|  |                           | Rosario Central         | 0                | 1                  |   |                  |                  |                  |  |  |                         |                         |                         |  |  |                 |                 |                 |
|  | Rosario Central           | Rosario Central         | 0                | 1                  | 0 | 2                |                  |                  |  |  |                         |                         |                         |  |  |                 |                 |                 |
|  | Rosario Central           |                         |                  |                    | 0 | 2                |                  |                  |  |  |                         |                         |                         |  |  |                 |                 |                 |
|  | Newell's Old Boys         | 0                       | 0                |                    |   |                  |                  |                  |  |  |                         |                         |                         |  |  |                 |                 |                 |
|  | Newell's Old Boys         | 0                       | 0                | Temperley          | 1 | 1                |                  |                  |  |  |                         |                         |                         |  |  |                 |                 |                 |
|  |                           |                         |                  |                    | 1 | 1                |                  |                  |  |  |                         |                         |                         |  |  |                 |                 |                 |
|  |                           | Estudiantes (LP) (t.s.) | 1                | 3                  |   |                  |                  |                  |  |  |                         |                         |                         |  |  |                 |                 |                 |
|  | Racing Club               | Estudiantes (LP) (t.s.) | 1                | 3                  | 1 | 4                |                  |                  |  |  |                         |                         |                         |  |  |                 |                 |                 |
|  | Racing Club               |                         |                  |                    | 1 | 4                |                  |                  |  |  |                         |                         |                         |  |  |                 |                 |                 |
|  | Loma Negra                | 2                       | 0                |                    |   |                  |                  |                  |  |  |                         |                         |                         |  |  |                 |                 |                 |
|  | Loma Negra                | 2                       | 0                | Racing Club        | 1 | 2                |                  |                  |  |  |                         |                         |                         |  |  |                 |                 |                 |
|  |                           |                         |                  |                    | 1 | 2                |                  |                  |  |  |                         |                         |                         |  |  |                 |                 |                 |
|  |                           | Estudiantes (LP)        | 3                | 1                  |   |                  |                  |                  |  |  |                         |                         |                         |  |  |                 |                 |                 |
|  | Ferro Carril Oeste        | Estudiantes (LP)        | 3                | 1                  | 0 | 2                |                  |                  |  |  |                         |                         |                         |  |  |                 |                 |                 |
|  | Ferro Carril Oeste        |                         |                  |                    | 0 | 2                |                  |                  |  |  |                         |                         |                         |  |  |                 |                 |                 |
|  | Estudiantes (LP)          | 1                       | 2                |                    |   |                  |                  |                  |  |  |                         |                         |                         |  |  |                 |                 |                 |

### Octavos de final
| Octavo de final 1 | Octavo de final 1 | Octavo de final 1 | Octavo de final 1      | Octavo de final 1 |
| Local             | Resultado         | Visitante         | Estadio                | Fecha             |
| ----------------- | ----------------- | ----------------- | ---------------------- | ----------------- |
| Newell's Old Boys | 0 - 0             | Rosario Central   | El Coloso del Parque   | 14 de mayo        |
| Rosario Central   | 2 - 0             | Newell's Old Boys | El Gigante de Arroyito | 18 de mayo        |

| Octavo de final 2 | Octavo de final 2 | Octavo de final 2 | Octavo de final 2  | Octavo de final 2 |
| Local             | Resultado         | Visitante         | Estadio            | Fecha             |
| ----------------- | ----------------- | ----------------- | ------------------ | ----------------- |
| Loma Negra        | 2 - 1             | Racing Club       | Racing (Olavarría) | 15 de mayo        |
| Racing Club       | 4 - 0             | Loma Negra        | Tomás Adolfo Ducó  | 18 de mayo        |

| Octavo de final 3 | Octavo de final 3 | Octavo de final 3 | Octavo de final 3   | Octavo de final 3 |
| Local             | Resultado         | Visitante         | Estadio             | Fecha             |
| ----------------- | ----------------- | ----------------- | ------------------- | ----------------- |
| Talleres (C)      | 2 - 2             | Racing (C)        | Olímpico de Córdoba | 15 de mayo        |
| Racing (C)        | 0 - 0 (5 - 3p)    | Talleres (C)      | Olímpico de Córdoba | 18 de mayo        |

| Octavo de final 4 | Octavo de final 4 | Octavo de final 4 | Octavo de final 4 | Octavo de final 4 |
| Local             | Resultado         | Visitante         | Estadio           | Fecha             |
| ----------------- | ----------------- | ----------------- | ----------------- | ----------------- |
| Unión             | 1 - 0             | Independiente     | La Avenida        | 15 de mayo        |
| Independiente     | 1 - 0 (6 - 5p)    | Unión (SF)        | La Doble Visera   | 18 de mayo        |

| Octavo de final 5 | Octavo de final 5 | Octavo de final 5 | Octavo de final 5       | Octavo de final 5 |
| Local             | Resultado         | Visitante         | Estadio                 | Fecha             |
| ----------------- | ----------------- | ----------------- | ----------------------- | ----------------- |
| Temperley         | 2 - 1             | Platense          | Florencio Sola          | 16 de mayo        |
| Platense          | 0 - 0             | Temperley         | Ciudad de Vicente López | 18 de mayo        |

| Octavo de final 6  | Octavo de final 6 | Octavo de final 6  | Octavo de final 6 | Octavo de final 6 |
| Local              | Resultado         | Visitante          | Estadio           | Fecha             |
| ------------------ | ----------------- | ------------------ | ----------------- | ----------------- |
| Boca Juniors       | 1 - 1             | Argentinos Juniors | La Bombonera      | 16 de mayo        |
| Argentinos Juniors | 3 - 2 (t.s.)      | Boca Juniors       | Monumental        | 18 de mayo        |

| Octavo de final 7 | Octavo de final 7 | Octavo de final 7 | Octavo de final 7 | Octavo de final 7 |
| Local             | Resultado         | Visitante         | Estadio           | Fecha             |
| ----------------- | ----------------- | ----------------- | ----------------- | ----------------- |
| River Plate       | 1 - 0             | Vélez Sarsfield   | Monumental        | 16 de mayo        |
| Vélez Sarsfield   | 0 - 0             | River Plate       | José Amalfitani   | 18 de mayo        |

| Octavo de final 8  | Octavo de final 8 | Octavo de final 8  | Octavo de final 8             | Octavo de final 8 |
| Local              | Resultado         | Visitante          | Estadio                       | Fecha             |
| ------------------ | ----------------- | ------------------ | ----------------------------- | ----------------- |
| Estudiantes (LP)   | 1 - 0             | Ferro Carril Oeste | Jorge Luis Hirschi            | 16 de mayo        |
| Ferro Carril Oeste | 2 - 2             | Estudiantes (LP)   | Arquitecto Ricardo Etcheverri | 18 de mayo        |

### Cuartos de final
| Cuarto de final 1 | Cuarto de final 1 | Cuarto de final 1 | Cuarto de final 1   | Cuarto de final 1 |
| Local             | Resultado         | Visitante         | Estadio             | Fecha             |
| ----------------- | ----------------- | ----------------- | ------------------- | ----------------- |
| Racing (C)        | 1 - 1             | Independiente     | Olímpico de Córdoba | 21 de mayo        |
| Independiente     | 1 - 1 (4 - 2p)    | Racing (C)        | La Doble Visera     | 25 de mayo        |

| Cuarto de final 2 | Cuarto de final 2 | Cuarto de final 2 | Cuarto de final 2      | Cuarto de final 2 |
| Local             | Resultado         | Visitante         | Estadio                | Fecha             |
| ----------------- | ----------------- | ----------------- | ---------------------- | ----------------- |
| Rosario Central   | 0 - 1             | Temperley         | El Gigante de Arroyito | 22 de mayo        |
| Temperley         | 1 - 1             | Rosario Central   | Florencio Sola         | 25 de mayo        |

| Cuarto de final 3 | Cuarto de final 3 | Cuarto de final 3 | Cuarto de final 3  | Cuarto de final 3 |
| Local             | Resultado         | Visitante         | Estadio            | Fecha             |
| ----------------- | ----------------- | ----------------- | ------------------ | ----------------- |
| Estudiantes (LP)  | 3 - 1             | Racing Club       | Jorge Luis Hirschi | 22 de mayo        |
| Racing Club       | 2 - 1             | Estudiantes (LP)  | Tomás Adolfo Ducó  | 25 de mayo        |

| Cuarto de final 4  | Cuarto de final 4 | Cuarto de final 4  | Cuarto de final 4 | Cuarto de final 4 |
| Local              | Resultado         | Visitante          | Estadio           | Fecha             |
| ------------------ | ----------------- | ------------------ | ----------------- | ----------------- |
| River Plate        | 0 - 0             | Argentinos Juniors | Monumental        | 22 de mayo        |
| Argentinos Juniors | 1 - 0             | River Plate        | José Amalfitani   | 25 de mayo        |

### Semifinales
| Semifinal 1      | Semifinal 1  | Semifinal 1      | Semifinal 1        | Semifinal 1 |
| Local            | Resultado    | Visitante        | Estadio            | Fecha       |
| ---------------- | ------------ | ---------------- | ------------------ | ----------- |
| Estudiantes (LP) | 1 - 1        | Temperley        | Jorge Luis Hirschi | 29 de mayo  |
| Temperley        | 1 - 3 (t.s.) | Estudiantes (LP) | Florencio Sola     | 1 de junio  |

| Semifinal 2        | Semifinal 2 | Semifinal 2        | Semifinal 2     | Semifinal 2 |
| Local              | Resultado   | Visitante          | Estadio         | Fecha       |
| ------------------ | ----------- | ------------------ | --------------- | ----------- |
| Argentinos Juniors | 2 - 1       | Independiente      | José Amalfitani | 29 de mayo  |
| Independiente      | 2 - 0       | Argentinos Juniors | La Doble Visera | 1 de junio  |

### Final
| Final            | Final     | Final            | Final              | Final       |
| Local            | Resultado | Visitante        | Estadio            | Fecha       |
| ---------------- | --------- | ---------------- | ------------------ | ----------- |
| Estudiantes (LP) | 2 - 0     | Independiente    | Jorge Luis Hirschi | 4 de junio  |
| Independiente    | 2 - 1     | Estudiantes (LP) | La Doble Visera    | 10 de junio |

## Goleadores
| Jugador              | Jugador            | Goles | Equipo          |
| -------------------- | ------------------ | ----- | --------------- |
| Bandera de Argentina | Mario Husillos     | 11    | Loma Negra      |
| Bandera de Argentina | Luis Amuchástegui  | 9     | Racing (C)      |
| Bandera de Argentina | Ricardo Gareca     | 9     | Boca Juniors    |
| Bandera de Argentina | Roberto Gasparini  | 9     | Racing (C)      |
| Bandera de Argentina | Jorge Burruchaga   | 8     | Independiente   |
| Bandera de Argentina | José Raúl Iglesias | 8     | Rosario Central |
| Bandera de Argentina | Carlos Morete      | 8     | Independiente   |